# Christchurch East
Christchurch East var en civil parish från 1894 till 1974 då den blev en del av Burton och Bransgore, i England. Civil parish var belägen 18 km från Wimborne Minster och hade 4 571 invånare år 1971.